# Monja ullvermella
La monja ullvermella (Pyrope pyrope), és una espècie d'ocell passeriforme d'Amèrica del Sud pertanyent a la família dels tirànids, l'única pertanyent al gènere Pyrope; fins a l'any 2020 era inclosa en el gènere Xolmis. És nadiua del sud-oest d'Amèrica del Sud.

## Descripció
Aquesta espècie mesura 21 cm de longitud i posseeix un característic cap gros i aplanat per dalt (cosa que li dóna una forma quadrada), juntament amb una gola sortida. No presenta dimorfisme sexual. La intensitat del color vermell dels ulls està directament relacionada amb la maduresa sexual de l'individu (com més edat, l'iris és més vermellós). El plomatge és gris, la gola i parts inferiors blanques, a excepció dels flancs, els quals són grisencs.

## Distribució i hàbitat
Es reprodueix des del centre nord de Xile (centre de Coquimbo) i centre oest de l'Argentina (Neuquén) cap al sud fins a Terra del Foc. La població més del sud és completament migratòria; l'espècie és present al llarg de la major part de la seva zona durant tot l'any, però al nord només durant els hiverns australs, des de Coquimbo fins al sud d'Antofagasta al nord de Xile. També va ser registrat com a divagant entre març i setembre a les illes Malvines. La subespècie P. pyrope fortis és endèmica de l'arxipèlag de Chiloé i es diferencia per la grandària una mica més grossa i de colors un pèl més foscos.
Aquesta espècie és considerada força comuna en els seus hàbitats naturals: les vores de boscos humits temperats, les clarianes en regeneració i els horts. Pot arribar fins als 3050 m d'altitud.

## Comportament
Encara que és de conducta solitària generalment, a l'hivern poden ajuntar-se diversos individus en una àrea reduïda. Generalment, s'enfila en un lloc obert, saltant a terra darrere d'una presa, amb menys freqüència caçant en vol.

### Alimentació
La dieta consisteix principalment d'insectes, però també inclou fruits, principalment a l'hivern.

### Vocalització
És força callat, però ocasionalment emet un piulet suau «pit» o «juit».

## Sistèmica
L'espècie P. pyrope va ser descrita per primera vegada pel naturalista alemany Friedrich Heinrich von Kittlitz el 1830 sota el nom científic Muscicapa pyrope; la localitat tipus és: «Prengui, Badia de Concepció, Xile».
El gènere Pyrope va ser proposat pels ornitòlegs alemanys Jean Cabanis i Ferdinand Heine el 1859, amb una única espècie, Pyrope kittlitzi, l'espècie tipus, que va resultar ser un sinònim posterior de la present, originalment descrita per Kittlitz.

### Etimologia
El nom genèric i també el nom de l'espècie Pyrope prové del grec antic «purōpēs» que significa “ull de foc”.

### Taxonomia
Aquesta espècie tradicionalment va estar col·locada al gènere Xolmis, tot i que algunes dècades enrere ja havia estat col·locat en el seu propi gènere monotípic. Els estudis genètics recents d'Ohlson et al. (2020) i Chesser et al. (2020) van concloure que no està emparentat amb els Xolmis i van proposar el retorn al gènere ressuscitat Pyrope. El Comitè de Classificació de Sud-americà (SACC) va aprovar aquest canvi en la Proposta No 885 de setembre de 2020.

### Subespècies
Segons les classificacions del Congrés Ornitològic Internacional (IOC), Clements Checklist/eBird v.2021 i ITIS es reconeixen dues subespècies:
- P. p. fortis (Philippi Bañados & Johnson), 1946 – arxipèlag de Chiloé, centre sud de Xile.
- P. p. pyrope (Kittlitz, 1830) – centre i sud de Xile i sud-oest de l'Argentina, cap al sud fins a Terra del Foc. Hiverns al nord de Xile (de Coquimbo al sud d'Antofagasta).